# Głowienka pospolita
Głowienka pospolita (Prunella vulgaris L.) – gatunek rośliny wieloletniej z rodziny jasnotowatych (Lamiaceae Lindl.). Jest szeroko rozprzestrzeniona na półkuli północnej. Występuje w Afryce Północnej, Europie, Ameryce Północnej i w Azji. W Polsce należy do pospolitych roślin.

## Morfologia

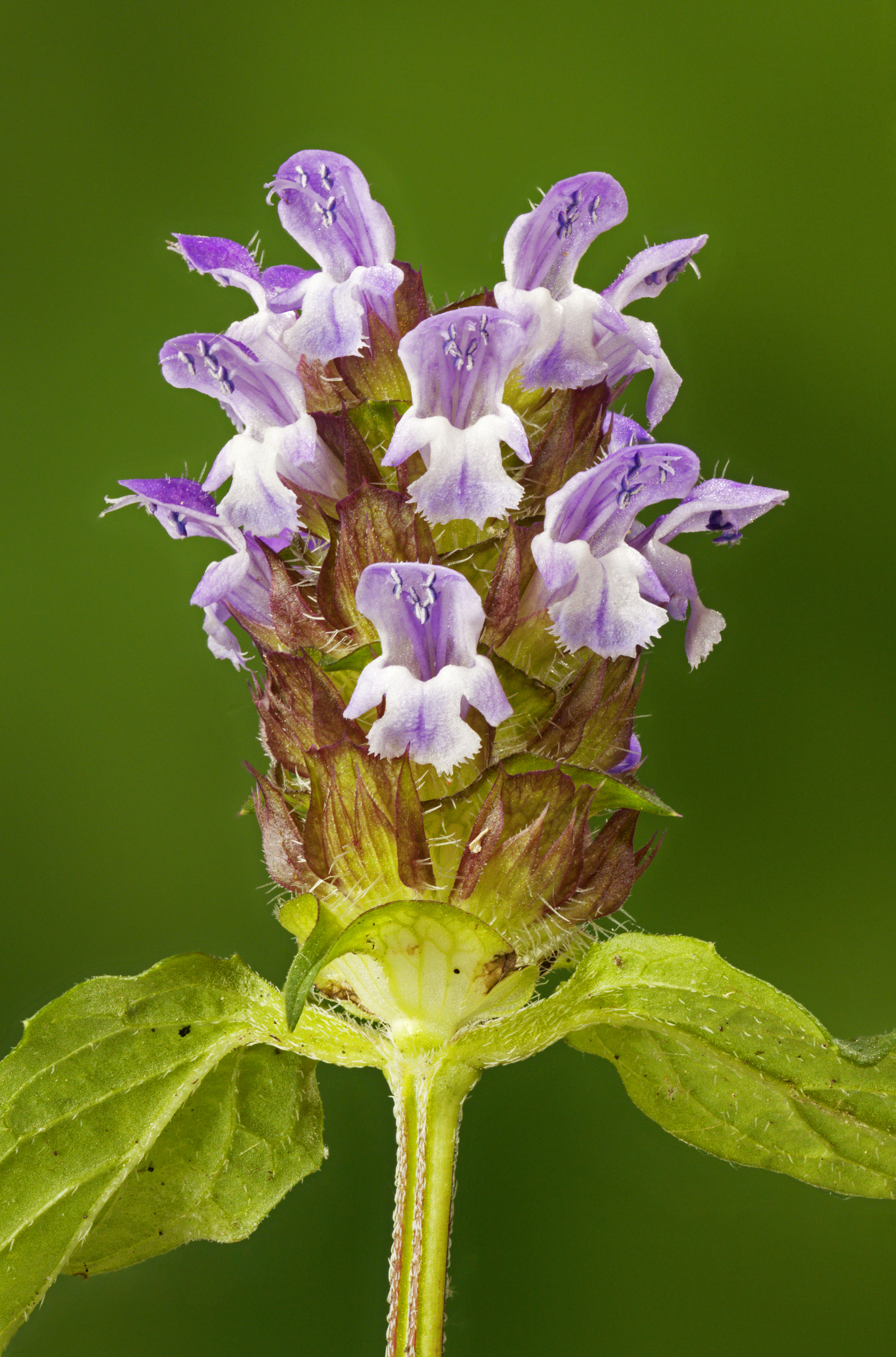
Kwiatostan

ŁodygaWzniesiona, czworograniasta, naga lub słabo tylko owłosiona, o wysokości (wraz z kwiatostanem) 10–70 cm.  Pod ziemią roślina posiada pełzające kłącze. Z niego to wyrastają bardzo liczne pędy pełzające, które zakorzeniają się w węzłach. Cała łodyga jest słabo owłosiona.
LiścieUlistnienie naprzeciwległe, liście jajowatookrągławe o zaostrzonych końcach, całobrzegie lub płytko karbowane, ogonkowe, słabo owłosione. Najwyższa para liści jest niemal pod samym kwiatostanem.
KwiatyDrobniutkie niebieskofioletowe kwiaty skupione są w główkowate kwiatostany, wieńczące szczyty pędów. Kwiaty grzbieciste. Kielich dwuwargowy, trwały, ząbki górnej wargi prawie niewidoczne, ząbki dolnej wargi szydlaste. Dużo większa od kielicha dwuwargowa korona (długość do 17 mm) ma sklepioną wargę górną i trójłatkową wargę dolną, przy czym łatka środkowa tej wargi jest większa od bocznych. Wewnątrz korony pojedynczy słupek i 4 dwusilne pręciki – dwa dłuższe mają pod pylnikami szydłowate wyrostki.
OwocRozłupnia rozpadająca się na cztery rozłupki, które wysypują się z przechylonej w dół od ciężaru wody rozłupni.

## Biologia i ekologia
Bylina, hemikryptofit. Siedlisko: przydroża, łąki, obrzeża lasów. W ogrodach bywa chwastem. W górach występuje po regiel dolny. Roślina miododajna, nektar znajduje się na dnie kwiatowym, u nasady słupka.  Kwitnie od maja do października. Kwiaty równoczesne, zapylenie krzyżowe przy pomocy owadów, możliwe jest też samozapylenie. Zdarzają się kwiaty żeńskie. Nasiona są roznoszone przez wodę (hydrochoria). W rozsiewaniu nasion uczestniczą również zwierzęta – zjadają roślinę wraz z owocami, a nasiona niestrawione przechodzą przez ich układ pokarmowy (endozoochoria). W klasyfikacji zbiorowisk roślinnych gatunek charakterystyczny dla Cl. Molinio-Arrhenatheretea. 

## Zastosowanie
- Roślina lecznicza[potrzebny przypis]:
  - Surowiec zielarski: ziele Herba Prunellae. Zawiera m.in. olejek eteryczny, glikozyd aukubina, saponiny, gorycze, garbniki, związki żywicowe i sole mineralne.
  - Działanie i stosowanie: Ma własności przeciwbiegunkowe, ściągające i przeciwzapalne. Najpopularniejszym lekiem jest odwar z ziela. Przygotowuje się go w następujący sposób: 1 łyżeczkę do herbaty suszu zalewa się 1 szklanką wrzącej wody i gotuje pod przykryciem 1-2 minuty, potem przecedza i pije po 1/2 szklanki 1–2 dziennie.
  - Odwar jest zalecany do leczenia chorób nerek, moczowodów i pęcherza moczowego, a także wrzodów żołądka i dwunastnicy, nieżytów żołądka i jelit, biegunki, krwawień z kobiecych narządów rodnych, zbyt obfitego miesiączkowania, dolegliwości ze strony wątroby i nudności. Prócz tego jest on również słabym środkiem przeciwrobacznym i przeciwgorączkowym. Zewnętrznie odwar z ziela głowienki stosuje się do płukania jamy ustnej, dziąseł i gardła, a także kobiecych narządów płciowych w ich stanach zapalnych.

## Zmienność
Tworzy mieszańce z głowienką kremową i głowienką wielkokwiatową.